# الهداية شرح بداية المبتدي
الهداية شرح بداية المبتدي هو كتاب للفقيه الحنفي برهان الدين المرغيناني، وهو من أمهات كتب فقه الحنفية وهو شرح لكتابه الآخر «بداية المبتدئ» الذي يعد متنًا في فقه الحنفية.
قال حاجي خليفة في «كشف الظنون»: «هو شرح على متن له سماه "بداية المبتدي" ولكنه في الحقيقة كالشرح لمختصر القدوري وللجامع الصغير لمحمد، وعادته أن يحرر كلام الإمامين من المدعي والدليل، ثم يحرر مدعي الإمام الأعظم ويبسط دليله بحيث يخرج الجواب من أدلتهما، فإذا كان تحريره مخالفاً لهذه العادة يفهم منه الميل إلى ما أدعى الإمامان ووظيفة أن يشرح مسائل "الجامع الصغير" والقدوري».
قال الشيخ أكمل الدين:«رُوي أن صاحب «الهداية» بقي في تصنيف الكتاب ثلاث عشرة سنة وكان صائماً وكان في تلك المدة لا يفطر أصلاً وكان يجتهد أن لا يطلع على صومه أحد فكان ببركة زهده وورعه كتابه مقبولاً بين العلماء»...ابتدأ بقوله:«الحمد لله الذي أعلى معالم العلم... وقد جرى عليّ الوعد في مبدأ «بداية المبتدي» أن أشرحها شرحاً أرسمه بـ«كفاية المنتهى»، فشرعت فيه وحين أكاد أتكئ إتكاء الفراغ تبينت فيه نبذاً من الإطناب فصرفت العنان إلى شرح آخر موسوم بـ«الهداية» أجمع فيه بين عيون الرواية ومتون الدراية حتى إن من سمت همته إلى مزيد الوقوف يرغب إليّ في الأطول والأكبر، ومن أعجله الوقت عنه يقتصر على الأقصر والأصغر.ثم سألني بعض إخواني أن أملي عليهم المجموع الثاني فافتتحته مستعيناً بالله سبحانه وتعالى».
ورتبه كترتيب «الجامع الصغير» وله آداب واختيارات أُخر نبه عليها الشراح وقد اعتنى به الفقهاء قديماً وحديثاً.

## مخطوطات الكتاب
من المخطوطات المعتمدة في طبعة دار السراج في المدينة المنورة مخطوطة كتبت سنة 605 هـ بخط تاج العراقي محمد بن علي بن الحسن الفيرفَركومي وهي من محفوظات المكتبة السليمانية في إسطنبول.